# Васала, Пекка
Пекка Васала (17 апреля 1948) — финский легкоатлет, который специализировался в беге на средние дистанции. Олимпийский чемпион 1972 года в беге на 1500 метров с личным рекордом 3.36,33. Экс-рекордсмен Европы на дистанции 800 метров — 1.44,5. На чемпионатах Европы 1969 и 1971 годов занимал 9-е место в беге на 1500 метров. Чемпион Финляндии в беге на 800 метров в 1970, 1971 и 1972 годах. Также является национальным чемпионом на дистанции 1500 метров в 1969, 1970 и 1971 годах.
На Олимпиаде 1968 года также участвовал в беге на 1500 метров. Накануне старта он заболел и поэтому занял 9-е место в забеге, и тем самым прекратил борьбу за медали.